# Fuyang Xiguan Airport
Fuyang Xiguan Airport (kinesiska: 阜阳西关机场) är en flygplats i Kina. Den ligger i provinsen Anhui, i den östra delen av landet, omkring 180 kilometer nordväst om provinshuvudstaden Hefei.
Runt Fuyang Xiguan Airport är det tätbefolkat, med 613 invånare per kvadratkilometer. Närmaste större samhälle är Fuyang, 7,8 km öster om Fuyang Xiguan Airport. Trakten runt Fuyang Xiguan Airport består till största delen av jordbruksmark.
Genomsnittlig årsnederbörd är 1 109 millimeter. Den regnigaste månaden är september, med i genomsnitt 182 mm nederbörd, och den torraste är januari, med 19 mm nederbörd.